# L. A. Johnson
Larry Alderman Johnson, známý jako L. A. Johnson, (11. června 1947 – 21. ledna 2010) byl americký filmový producent, dlouholetý spolupracovník hudebníka Neila Younga. Ve filmovém průmyslu pracoval na různých pozicích, v roce 1970 byl například nominován na Oscara za nejlepší zvuk k filmu Woodstock. Jako zvukař se podílel také na snímku Renaldo and Clara Boba Dylana. Na různých filmech či záznamech koncertů se rovněž podílel jako stříhač a režisér. S Neilem Youngem spolupracoval například na filmech Journey Through the Past, Human Highway a Solo Trans.